# Moidieu-Détourbe
Moidieu-Détourbe ist eine französische Gemeinde mit 1971 Einwohnern (Stand: 1. Januar 2022) im Département Isère in der Region Auvergne-Rhône-Alpes. Sie gehört zum Arrondissement Vienne, zum Kanton Vienne-1 sowie zum Gemeindeverband Pays Viennois. Die Einwohner werden Moidilliards genannt.

## Geographie
Die Gemeinde Moidieu-Détourbe liegt in der Landschaft Dauphiné, zwölf Kilometer östlich von Vienne. Umgeben wird Moidieu-Détourbe von den Nachbargemeinden Septème im Nordwesten und Norden, Oytier-Saint-Oblas im Norden, Saint-Georges-d’Espéranche im Nordosten, Savas-Mépin im Osten und Südosten, Eyzin-Pinet im Süden sowie Estrablin im Westen.

## Bevölkerungsentwicklung
| Jahr                       | 1962 | 1968 | 1975 | 1982 | 1990 | 1999 | 2006 | 2012 | 2021 |
| -------------------------- | ---- | ---- | ---- | ---- | ---- | ---- | ---- | ---- | ---- |
| Einwohner                  | 680  | 675  | 638  | 955  | 1158 | 1411 | 1700 | 1815 | 1980 |
| Quellen: Cassini und INSEE |      |      |      |      |      |      |      |      |      |

## Sehenswürdigkeiten
- Kirche Notre-Dame de la Nativité (Mariä Geburt)
- Priorei aus dem 11. Jahrhundert
- Motte (Wallburg) mit Wehrhaus, im 14. Jahrhundert als Bastida Moydies erwähnt

Kirche Notre-Dame de la Nativité
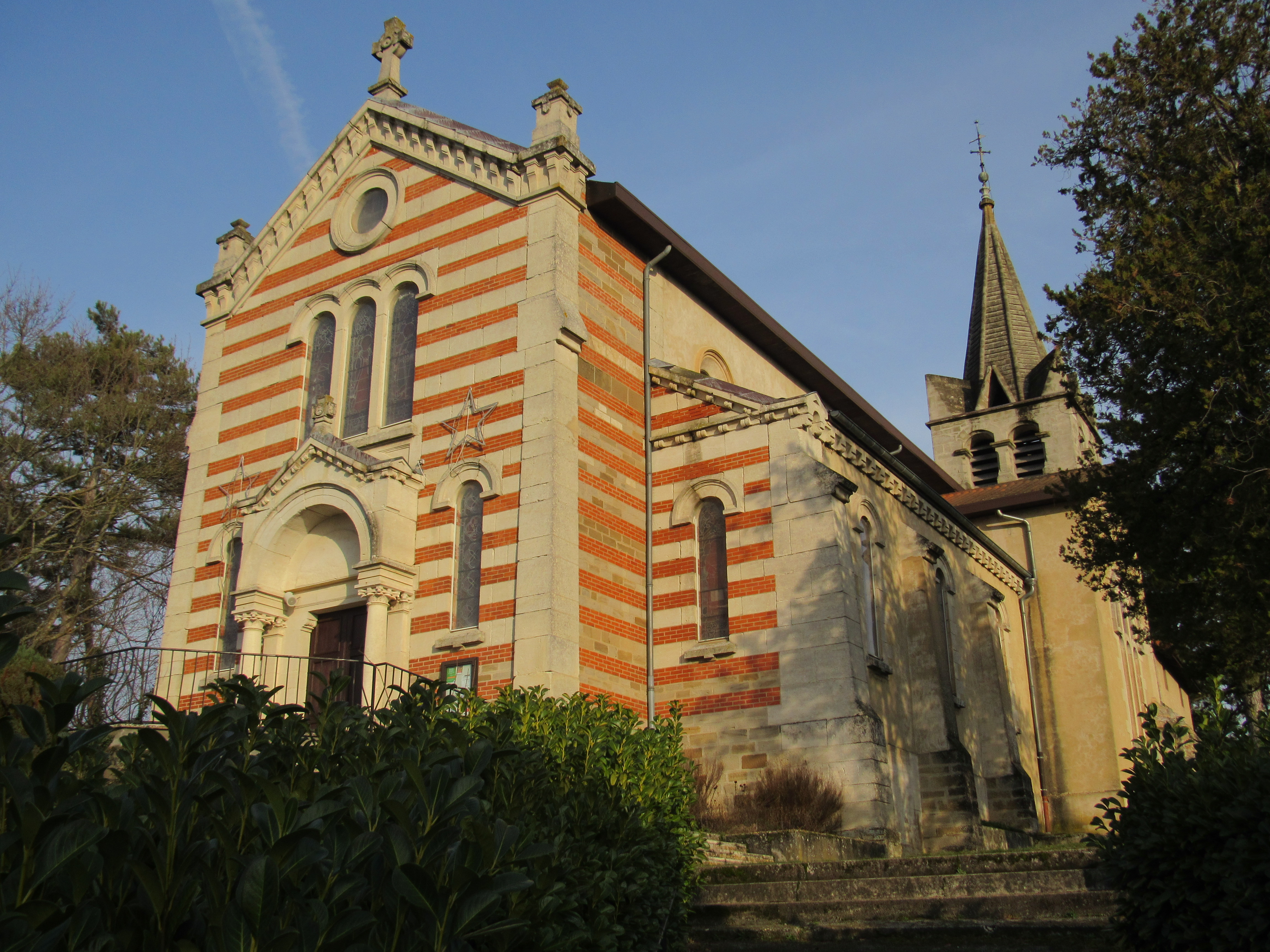
Westseite
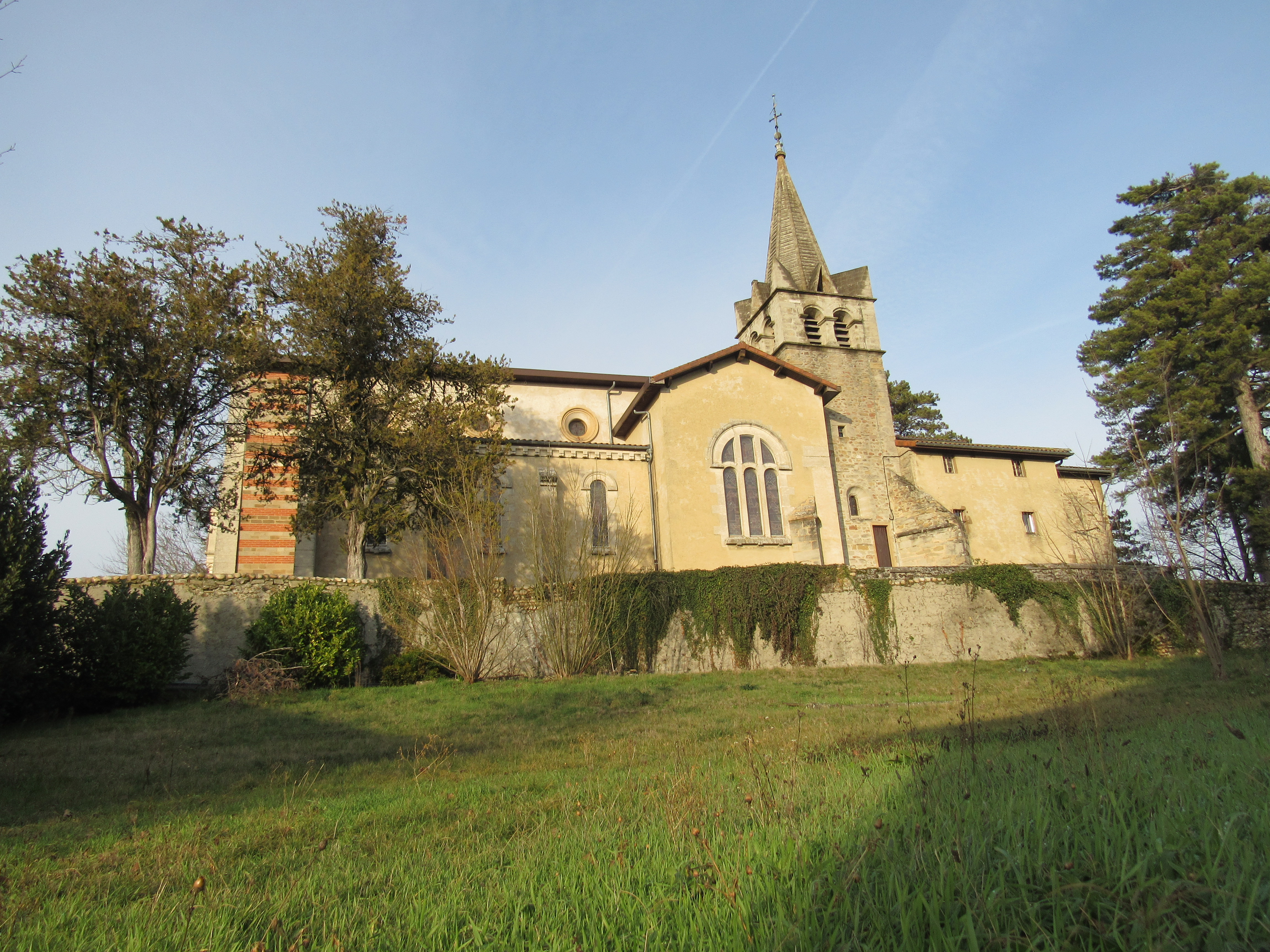
Südseite